# Orien Ernest
Orien Alfred Ernest (* 28. Oktober 1911 in Illinois; † 29. September 1995 in Kern County, Vereinigte Staaten) war ein US-amerikanischer Erfinder und Oscar-Preisträger.

## Leben und Wirken
Über Ernests Werdegang ist nicht viel bekannt. Er verbrachte seine Kindheit und Jugend im Ford County, Illinois, ehe er in den 1930er Jahren nach Kalifornien umzog. Offensichtlich erhielt er eine derzeit nicht näher spezifizierbare technische Ausbildung und machte sich unter anderem einen Namen als Konstrukteur und Erbauer von Teleskopen, ehe er zum Film stieß. Dort war er in der Filmtechnikabteilung der Universal Studios beschäftigt und wurde gemeinsam mit Fred Knoth bei der Oscarverleihung 1955 mit dem Oscar für technische Verdienste (Technical Achievement Award) ausgezeichnet, und zwar „für die Entwicklung einer tragbaren elektrischen Trockenöl-Nebelmaschine“ (‚For the development of a hand portable, electric, dry oil-fog machine‘). Danach war er nur einmal praktisch an einer Filmherstellung beteiligt, als Ernest 1956/57 an der Seite von Knoth und Jack Kevan an der Kreation der Spezialeffekte zu dem Vorzeitmonster-Abenteuerfilm Der Flug zur Hölle beteiligt gewesen war.